# Passo di Abano
Il passo di Abano (georgiano: აბანოს უღელტეხილი, Abanos Ugheltekhili) è il più alto passo carrozzabile della catena del Caucaso, con un'altezza di 2826 metri s.l.m.
È situato in Georgia, nella parte centrale della Catena del Caucaso Maggiore, e mette in comunicazione la Cachezia a sud con la regione della Tuscezia a nord.
A causa delle cattive condizioni del fondo stradale, in gran parte sterrato, è percorribile solo da veicoli 4x4 dalla fine di giugno alla metà di ottobre.